# Chortophaga cubensis
Chortophaga cubensis är en insektsart som först beskrevs av Scudder, S.H. 1875.  Chortophaga cubensis ingår i släktet Chortophaga och familjen gräshoppor. Inga underarter finns listade i Catalogue of Life.